# Harmadik féltől származó szoftverkomponensek
A számítógépes programozásban a harmadik féltől származó szoftverkomponensek egy újrafelhasználható szoftverkomponenst jelentenek, amelyet úgy fejlesztettek ki, hogy azt szabadon terjeszthesse vagy újrafelhasználva eladhassa az eredeti fejlesztői platformtól eltérő szervezet. A harmadik féltől származó szoftverkomponensek piaca virágzik, mert sok programozó úgy véli, hogy a komponensorientált fejlesztés javítja az egyedi alkalmazások fejlesztésének hatékonyságát és minőségét. A harmadik féltől származó közös szoftverek makrókat, botokat és szoftvereket/szkripteket tartalmaznak, amelyeket a népszerű fejlesztő szoftverek kiegészítőjeként futtathatnak.